# 獐耳细辛属
獐耳细辛属（学名：Hepatica）是毛茛科下的一个属，为多年生、矮小草本植物。该属共有约7种，分布于北温带。